# Ransom Games
Pour plus de détails, voir Fiche technique et Distribution.
Ransom Games (Take Down) est un film britannique réalisé par Jim Gillespie et sorti en 2016.

## Synopsis
Des enfants pourris gâtés, issus de familles aisées, sont envoyés dans une pension très stricte, dans l'espoir que cette éducation leur remettra les idées en place. Arrivés sur place, ils se retrouvent bientôt pris en otages par des criminels ayant assiégé l'école. Leurs ravisseurs demandent alors une rançon d'un milliard de dollars. Il doivent s'en sortir par leurs propres moyens.

## Fiche technique
- Titre : Ransom Games
- Titre original : Take Down
- Titre américain : Billionaire Ransom
- Réalisateur : Jim Gillespie
- Dates de sortie : 
  - 19 août 2016 ( États-Unis)
  - 22 août 2016 ( Royaume-Uni) (DVD)

## Distribution
- Jeremy Sumpter : Kyle Hartmann
- Phoebe Tonkin : 	Amy Tilton
- Hari Dhillon : Marcos Shah
- Sebastian Koch : Bobby Hartmann, père de Kyle
- Mark Bonnar : Lawrence Close
- Robert Cavanah : Tom Maxwell
- Dominic Sherwood : James Herrick
- Ashley Walters : Danny Dorsey
- Ed Westwick : Billy Speck
- Julia Ragnarsson : Rachel Hennie
- Elliot Knight : Marsac
- Max Deacon : James Thornton